# Нижне-Мячковский сельсовет
Нижне-Мячковский сельсовет — упразднённая административно-территориальная единица, существовавшая на территории Московской губернии и Московской области до 1977 года.
Нижне-Мячковский сельсовет был образован в первые годы советской власти. По данным 1919 года он входил в состав Мячковской волости Бронницкого уезда Московской губернии.
В 1923 году к Нижне-Мячковскому с/с был присоединён Щеголевский с/с.
В 1925 году Щеголевский с/с был вновь выделен из Нижне-Мячковского с/с.
В 1929 году Нижне-Мячковский с/с был отнесён к Раменскому району Московского округа Московской области. При этом к нему вновь присоединён Щеголевский с/с.
10 апреля 1953 года из Володарского с/с в Нижне-Мячковский были переданы селения Прудки и Редькино.
3 июня 1959 года Раменский район был упразднён и Нижне-Мячковский с/с вошёл в Люберецкий район.
28 июля 1960 года Нижне-Мячковский с/с был передан в восстановленный Раменский район.
1 февраля 1963 года Раменский с/с был вновь упразднён и Нижне-Мячковский с/с вошёл в Люберецкий укрупнённый сельский район. 11 января 1965 года Нижне-Мячковский с/с был возвращён в восстановленный Раменский район.
30 декабря 1977 года Нижне-Мячковский с/с был упразднён, а его территория передана в Чулковский с/с.